# Jan Hildprandt
Jan Hildprandt (17. ledna 1957 Teplice) je český podnikatel, spolumajitel lihovaru v Blatné a po matce příslušník někdejšího českého šlechtického rodu Hildprandtů z Ottenhausenu.

## Životopis
Jan Bedřich Štěpán se narodil jako jediný syn Josefiny Hildprandtové (1938–2020) a jejího manžela, lékaře Jana Čapka (1928–?).
V roce 1959 jeho prarodiče Bedřich Hildprandt (1902–1981), Cornélie, rozená Veverková (1916–2014) a teta Jana (* 1947) emigrovali do Etiopie. Výjezd jim zařídil sám etiopský císař Haile Selassie I., který požádal během návštěvy Prahy československého prezidenta Antonína Novotného, aby rodině umožnil legální vystěhování. Janův otec a matka však zůstali v Československu, protože otec se domníval, že by se v Africe nic nového ve svém oboru nenaučil.
Po Pražském jaru strávil rok v Etiopii. Komunisté by mu nedovolili studovat, proto s matkou za pomoci dědečka v roce 1971 emigrovali do Etiopie. Otec byl tehdy už po smrti. V Addis Abebě navštěvoval německou školu.

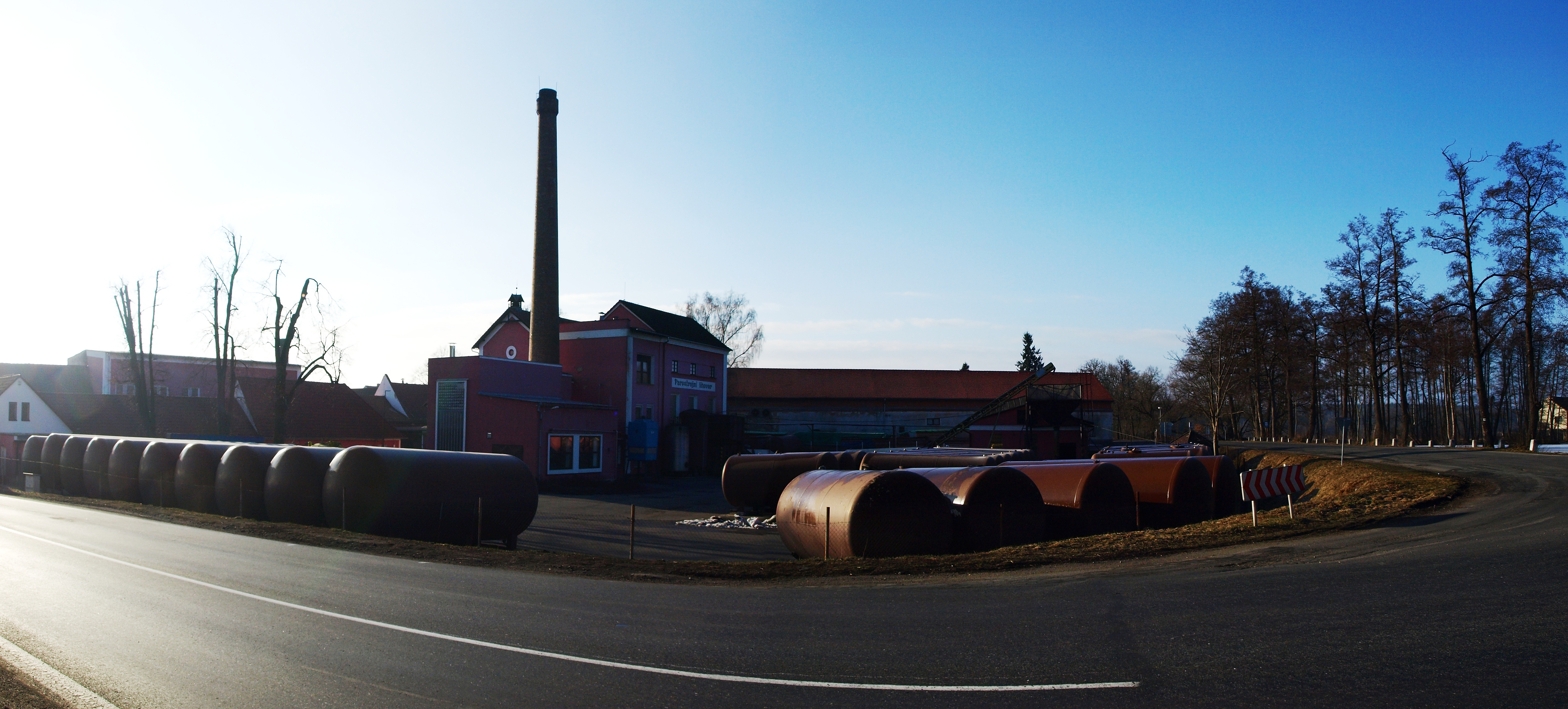
Zámecký lihovar

V roce 1974 ovšem v Etiopii vypukla revoluce a Josefina se raději se synem přestěhovala do Bavorska. Tam chodil na gymnázium a po něm na Mnichovské univerzitě vystudoval bankovnictví.
Na ambasádě za poplatek upravil vztah s Československou socialistickou republikou a znovu se do Československa podíval v roce 1989 sedm měsíců před Sametovou revolucí.
V Mnichově byl zaměstnán u Hypobanky, v 90. letech ho banka vyslala do Prahy, kde se otevírala nová pobočka. V roce 2000 s bývalým členem představenstva Hypobanky založil poradenskou společnost, jejímž cílem bylo pomoci německým a rakouským firmám investovat v Česku a naopak.
S Václavem Šitnerem, bývalým míchačem fernetu a manažerem božkovské likérky, který měl před restitucemi na starosti provoz v Blatné, vlastní firmu Liqui B Zámecký ovocný lihovar Blatná s. r. o. v Blatné. Od roku 2016 se v areálu na místě původní lednice vaří  také pivo. Jan Hildprandt vlastní také lesy, rybníky a pole.

## Rodina
Bydlí v Dobřichovicích, kde si v roce 1998 postavil rodinný dům. Oženil se s Češkou Evou (* 1968) a narodily se mu tři dcery.
- 1. Simona Veronika Eva[2]
- 2. Sofie Luisa[2]
- 3. Josefina Elisabeth[2]